# Positieve discriminatie
Positieve discriminatie of voorkeursbeleid is het opzettelijk bevoordelen van bepaalde bevolkingsgroepen zoals vrouwen en allochtonen bij de toelating tot opleidingen of arbeidsplaatsen als er sprake is van gelijke geschiktheid. Het doel is meestal om het aandeel van deze bevolkingsgroepen te verhogen, waardoor de ongelijkheid wordt verminderd.

## Redenen
Voor positieve discriminatie worden de volgende redenen gegeven:
- De betreffende bevolkingsgroepen worden in de praktijk gediscrimineerd en hebben daarom extra hulp nodig om een baan of promotie te krijgen.
- De betreffende bevolkingsgroepen zijn in het verleden gediscrimineerd en daardoor ondervertegenwoordigd in bepaalde functies. Met het juiste voorkeursbeleid zetten we de fouten van vroeger weer recht.
- De mensen die bevoordeeld zijn zullen een voorbeeldfunctie vervullen voor andere leden uit de betreffende bevolkingsgroep. Zo kan het feit dat er vrouwelijke of allochtone ministers zijn, andere vrouwen en allochtonen inspireren om ook carrière te maken.
- Een voorkeursbeleid kan ook als doel hebben om een bedrijf of team diverser te maken. Wanneer een afdeling geheel uit blanke mannen bestaat kan juist de komst van een vrouw of iemand uit een andere cultuur tot andere invalshoeken leiden.

## Kritiek
Er wordt ook kritiek geuit op positieve discriminatie. De praktijk leidde zowel onder feministen als onder niet-feministen tot protest. De belangrijkste kritiekpunten zijn:
- De huidige generatie wordt gecompenseerd voor het onrecht in de vorige generatie. Een man zal in sommige gevallen minder makkelijk voor een bepaalde functie worden aangenomen dan een vrouw, ook al was hij even geschikt of beter. Hij moet dus boeten voor wat zijn voorouders deden.
- Hierdoor is het in sommige gevallen mogelijk dat niet de beste, maar de meest correcte beslissing genomen wordt. Een bedrijf of overheidsinstelling zal ook liever de beste kandidaat kiezen, maar is gedwongen een minder doeltreffende keuze te maken. Dit wordt door voorstanders tegengesproken, omdat er alleen sprake is van positieve discriminatie bij gelijke geschiktheid. Tegenstanders geven aan dat met name overheidsinstellingen vaak quota stellen voor het aantal allochtonen en vrouwen dat op managementsposities moet worden geplaatst waardoor de keus voor een blanke man in bepaalde gevallen niet eens toegestaan is.
- De kwaliteit van een nieuwe medewerker wordt soms onterecht in twijfel getrokken, omdat de aanstelling of het arbeidsverleden wordt gezien als het gevolg van positieve discriminatie en niet van de eigen prestaties. Dit werkt discriminatie (en mobbing) juist weer in de hand.
- Positieve discriminatie helpt slechts enkele achtergestelde groepen waardoor andere achtergestelde groepen het juist nog zwaarder krijgen, zoals gehandicapten en blanke mannen die in een achterstandswijk zijn opgegroeid. Eerst komt immers de gecompenseerde groep aan bod, daarna de personen in de neutrale positie en ten slotte deze achterstandsgroep.
- De gecompenseerde groep voelt zich betutteld.
- Ook voeren tegenstanders vaak aan dat de te bevoordelen groepen niet ondervertegenwoordigd zijn door discriminatie, maar doordat ze zelf minder ambities hebben. Voorstanders stellen weer dat dit gebrek aan ambitie juist komt door een gebrek aan voorbeeldfuncties.

## Internationale voorbeelden
- In Noorwegen moet de directie van een beursgenoteerd bedrijf verplicht voor veertig procent uit vrouwen bestaan.
- In India lopen al tientallen jaren programma's om dalits (kastelozen) binnen het ambtenarenapparaat te halen.
- In de Verenigde Staten zijn veel rechtszaken gevoerd rondom dit onderwerp. Een van de uitkomsten is dat het sinds 2003 verboden is om voor opleidingsplaatsen een voorkeursbeleid op basis van etniciteit of geslacht te voeren. Voorkeursbeleid op sociale klasse is wel toegestaan.
- In Slowakije is positieve discriminatie helemaal verboden.
- In Zuid-Afrika zijn sinds het leiderschap van het ANC via Black Economic Empowerment (regstellende aksie ofwel rechtstellende actie) duizenden blanken ontslagen om plaats te maken voor gekleurde werklieden, ongeacht de vakkundigheid. Dit heeft geleid tot een explosieve groei van blanke armoede, massale emigratie en de daarmee gepaard gaande kennisvlucht.[2][3] Bovendien is de inkomensongelijkheid hier niet mee weggenomen: een zwarte elite heeft de plaats van de verdwenen blanke elite uit de Apartheid ingenomen en het verschil voor de gewone bevolking is minimaal.
- In Nederland komt er volgens het Regeerakkoord 2012 een quotum voor bedrijven met meer dan 24 werknemers, dat aangeeft hoeveel arbeidsgehandicapten het bedrijf in dienst moet hebben. Dit quotum wordt in zes jaar opgebouwd tot vijf procent. Bedrijven die hier niet aan voldoen krijgen een boete van 5000 euro per arbeidsplaats per jaar.